# Шрі Венкатешвара (національний парк)
Національний парк Шрі Венкатешвара — національний парк і біосферний заповідник у Тірупаті у штаті Андгра-Прадеш, Індія. Загальна площа парку 353 км2. Парк відомий своїми численними водоспадами, в тому числі Талакона, Ґундалакона і Ґунджана. Оскільки у 2010 році уряд Індії оголосив пагорби Сешачалам одним із біосферних заповідників Індії, цей національний парк стає його частиною.

## Географія
Національний парк розташований у Східних Гатах, що поширюються на пагорби Сешачалам району Аннамайя та пагорби Тірумала району Тірупаті. Висота коливається від 150 до 1130 м. Місцевість хвиляста з долинами, вкритими лісом. Більшість опадів випадає від північно-східного мусону і трохи від південно-західного мусону. Рослинність тут являє собою суміш сухих листяних і вологих листяних типів.
Середня кількість опадів по області становить 900 опадів мм. Середня температура по регіону коливається від 12 °C до 44 °C.

## Флора і фауна

### Флора
Рослинність національного парку складається з сухих листяних змішаних лісів з ділянками вологих листяних лісів у долинах. У цьому районі росте близько 1500 видів судинних рослин, що належать до 174 родин, багато з яких є ендемічними. У цьому регіоні трапляються деякі рідкісні та ендемічні види рослин, такі як сандалове дерево, Shorea talura, Shorea thumburggaia, Terminalia pallida, сандалове дерево, Cycas beddomei, Syzygium alternifolium, Psilotum nudum.

### Тваринний світ
Виявлено близько 178 видів птахів цього національного парку. Тут можна побачити жовтогорлого бюльбюля, що перебуває під загрозою зникнення. Вінаго сіролобий, птах Гімалаїв і Західних Гат, досить поширений у цих лісах. У національному парку трапляється східний білоспинний гриф, який перебуває під загрозою зникнення. Деякі з інших птахів, знайдених тут:
велика зозуля, малкога сірочерева, бюльбюль жовточеревий, Тимелія-криводзьоб індійська та маріка довгодзьоба.
У 1984 році азіатський слон, якого не бачили в Андгра-Прадеш майже 300 років, знову з'явився в південній частині району Чіттур. У 1993 році стадо з п'яти особин, що відійшло, перебралося в долину Чамала лісів Тірумала в цьому національному парку.
Серед хижаків леопард досить поширений, нарівні з диким собакою. Інші хижаки: шакал звичайний, лисиця бенгальська, мала індійська циветта та кіт очеретяний. Ведмідь-губач трапляється часто. Основними копитними є замбар, олень плямистий, олень мишоподібний, мунтжак, антилопа чотирирога та кабан. Нічні тонкі лорі можуть бути звичайними, але їх рідко можна побачити. Інші цікаві види — гігантська індійська білка та землерийка.

Серед рептилій найцікавішим видом є плазун, який трапляється в деяких глибоких лісистих долинах. Ще одна важлива рептилія цього національного парку — індійський золотистий гекон. Спочатку повідомлялося, що індійський золотистий гекон був виявлений у скелястих ущелинах у Східних Гатах, у 1985 році був повторно знайдений у тому самому районі.

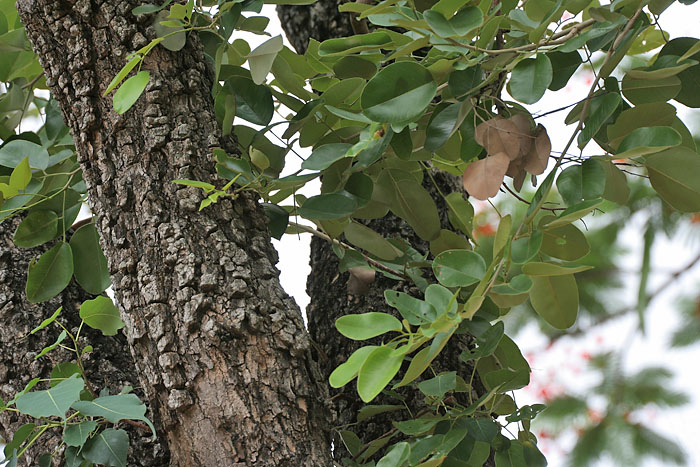
Pterocarpus santalinus (червоний сандал) у лісах Талакона національного парку Шрі Венкатешвара
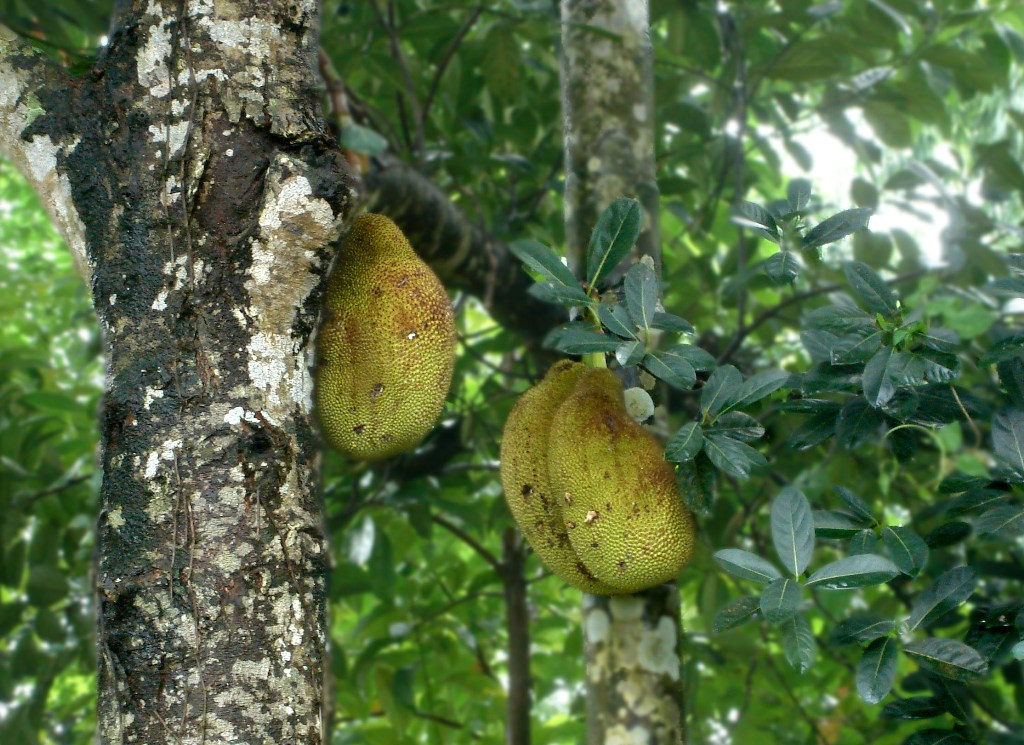
Artocarpus heterophyllus (джек фрукт)
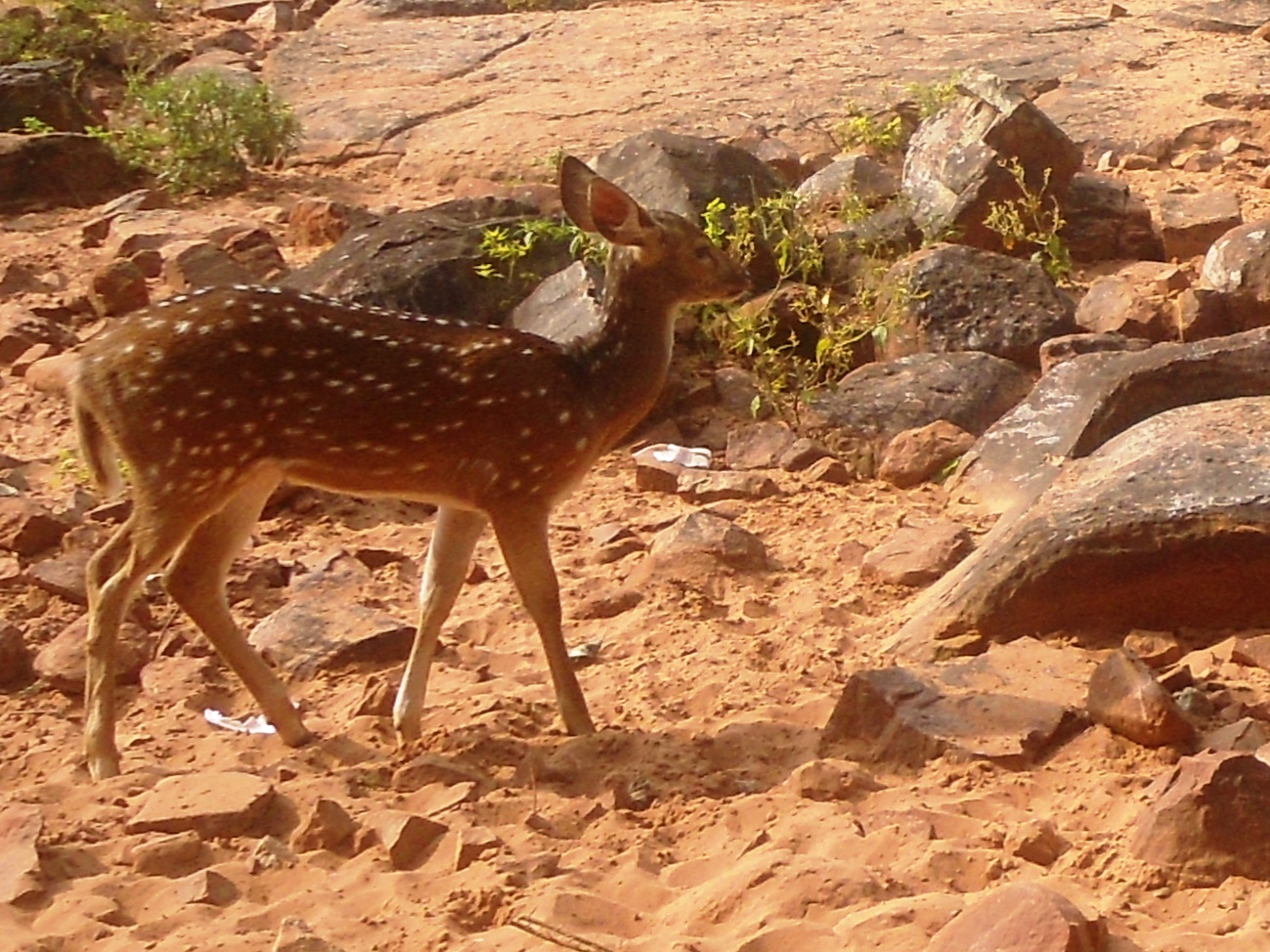
Аксис (плямистий олень) у парку на пагорбах Тірумала
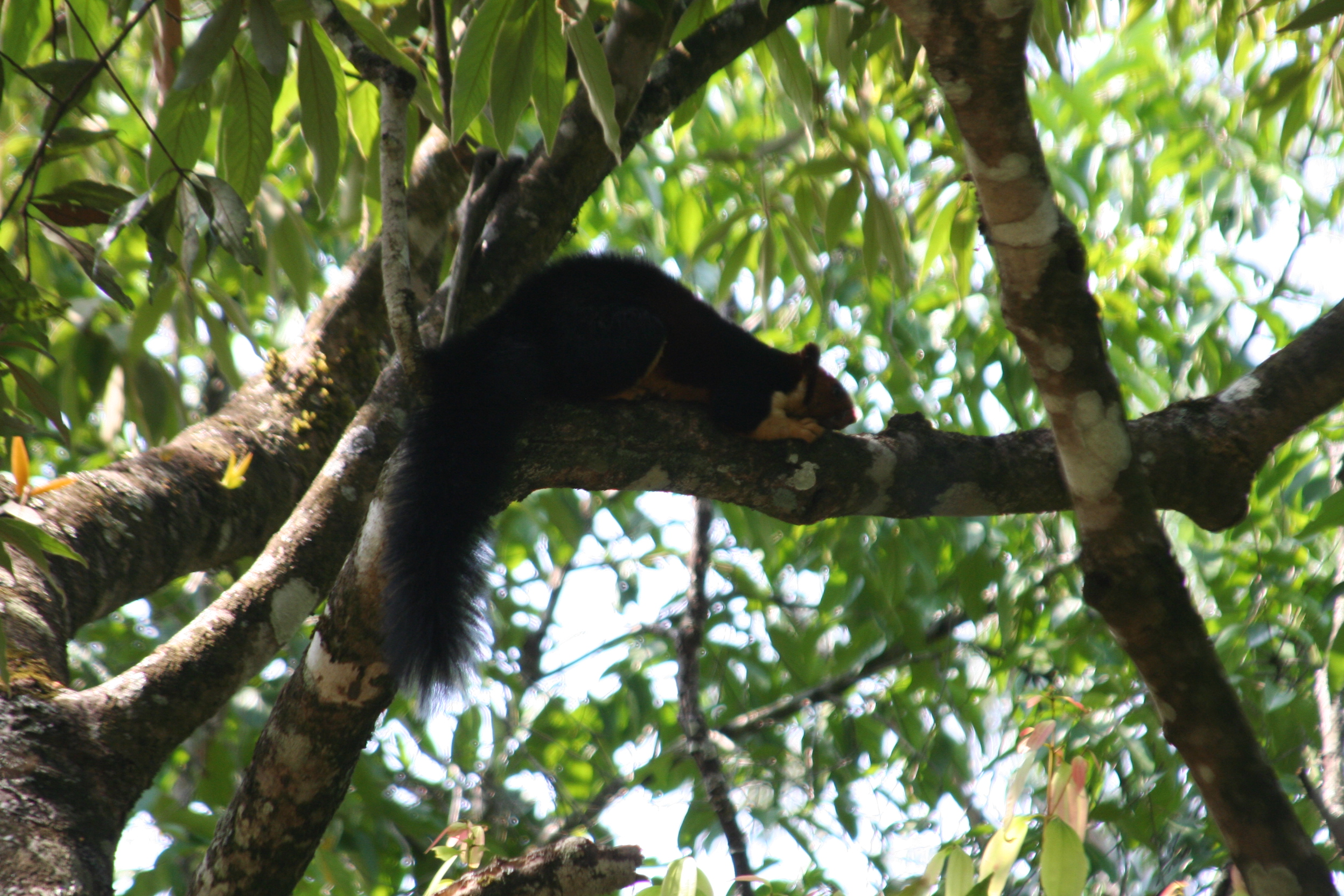
Ratufa indica (індійська гігантська білка)
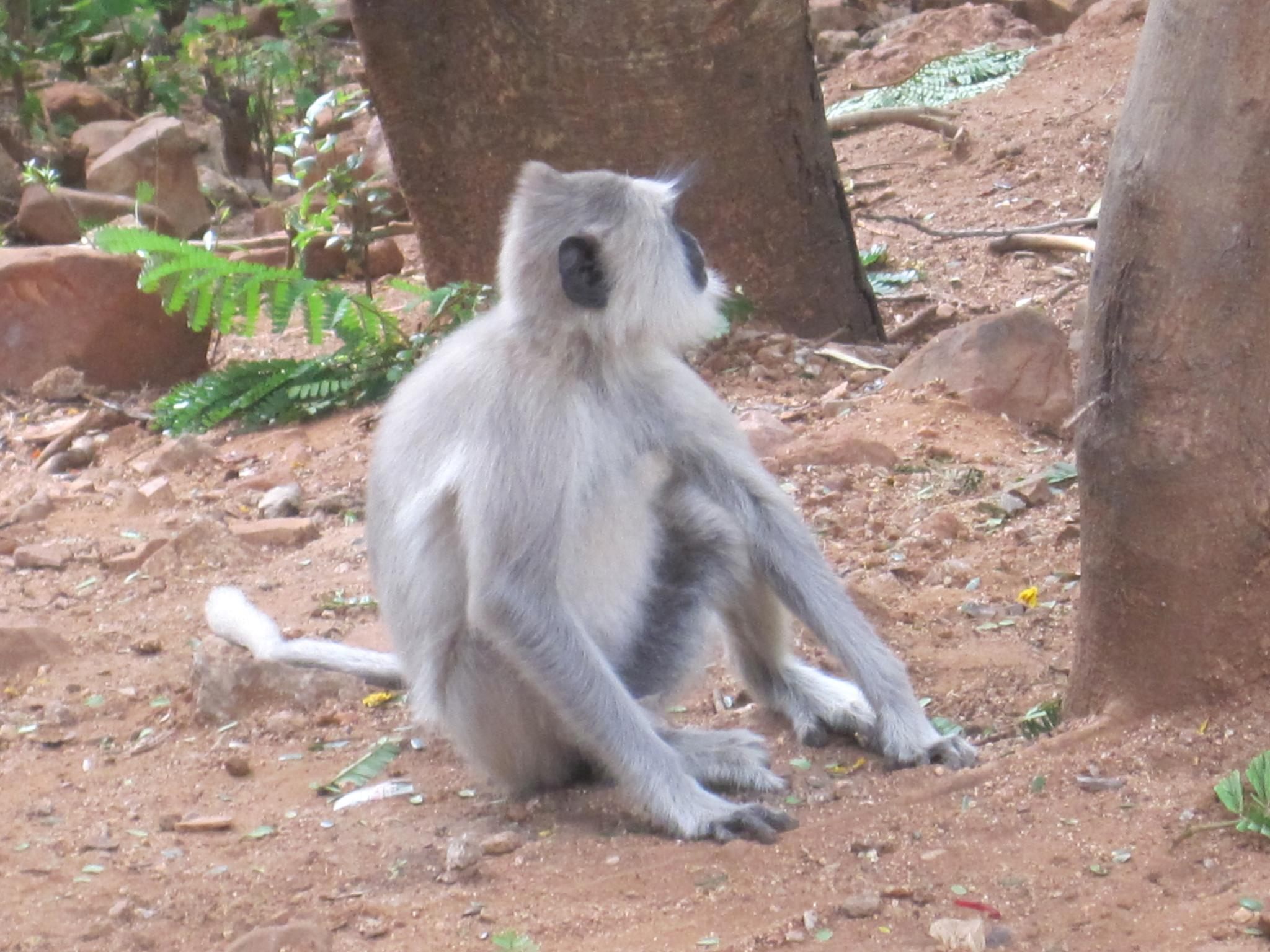
Semnopithecus priam (сірий лангур)
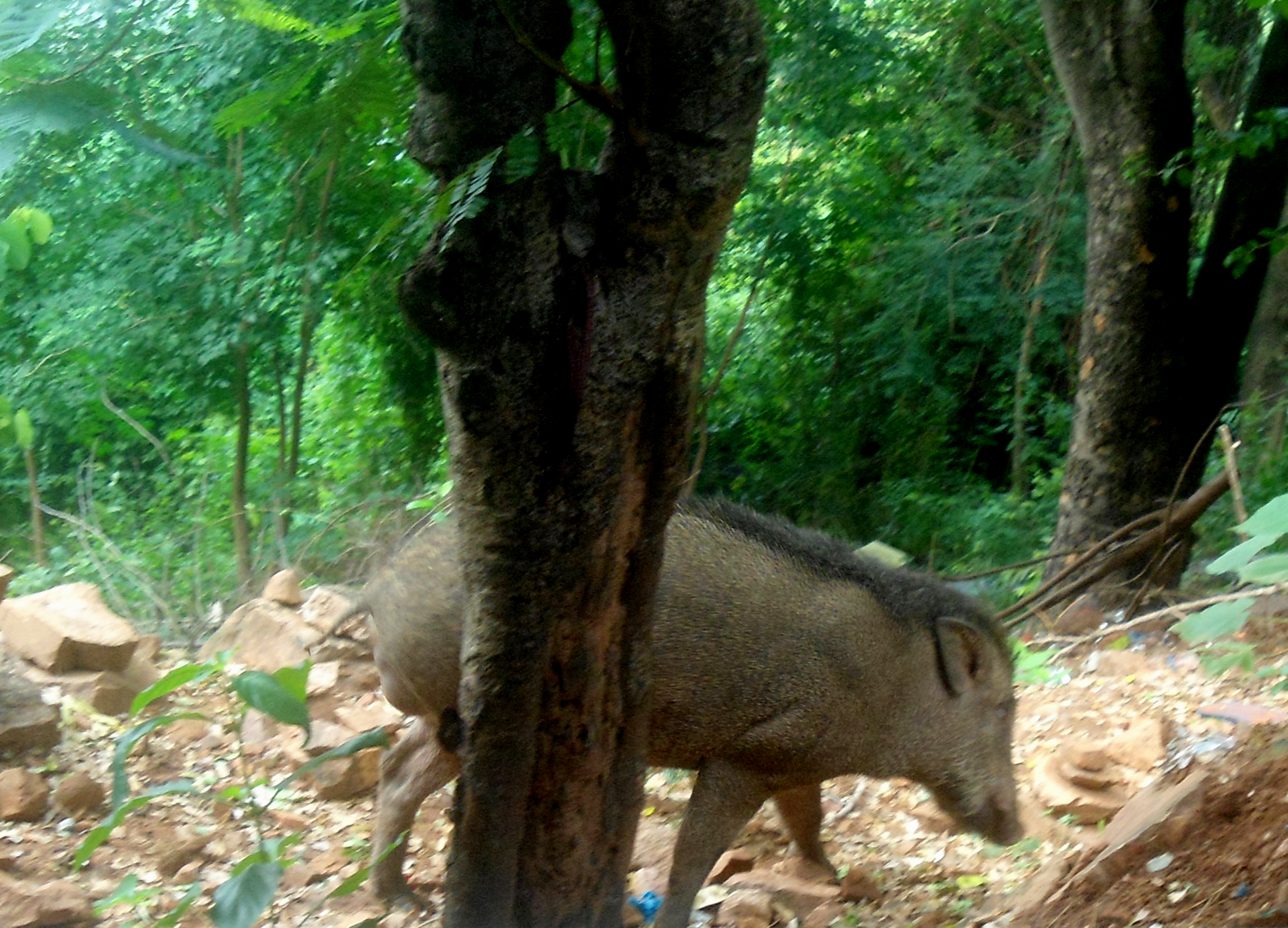
Sus scrofa (кабан)

## Загрози

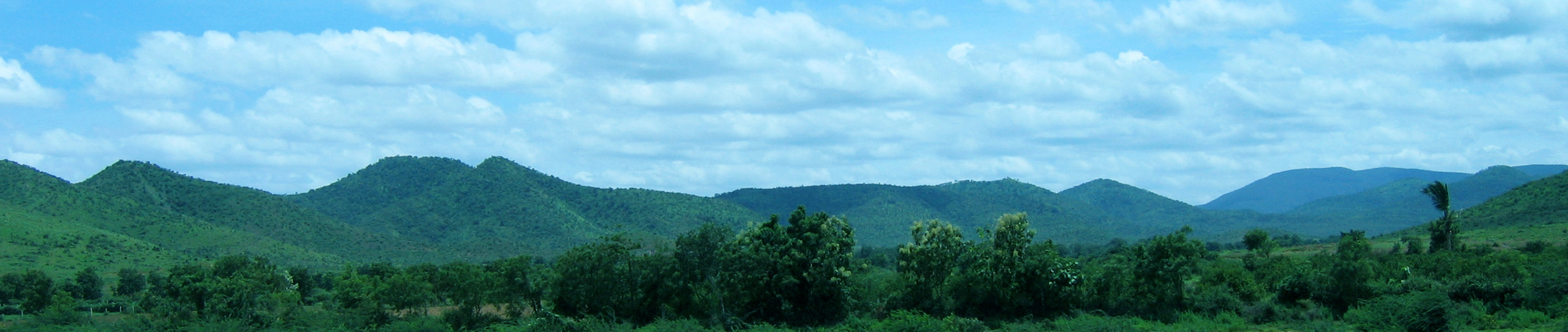
Панорамний вид на національний парк Шрі-Венкатешвара вздовж Східних Гат поблизу Талакони, Андгра-Прадеш

Основні загрози національному парку — будівництво та розробка кар'єрів. Проєкт автомагістралі штату Андгра-Прадеш проводить модернізацію автомагістралей у штаті Андгра-Прадеш, і це включає будівництво дороги Варангал-Поллаколу, яка проходить поблизу західної межі національного парку. Ще одне будівництво — це гребля Капіл Тіртам у національному парку урядом штату Андхра-Прадеш і Тірумала Тірупаті Девастханам. Обидва ці будівельні проєкти викликають занепокоєння щодо потенційного впливу дороги та дамби на середовище існування та дику природу в заповіднику. Регулярні лісові пожежі також є постійною загрозою для біорізноманіття та екологічної рівноваги в парку.